# Frans Van Holder
Frans Van Holder, né à Ixelles le 26 octobre 1881 et mort à Gstaad, Suisse, le 5 mars 1919, est un peintre belge connu pour ses portraits.

## Biographie

### Famille
Frans (François Alphonse) Van Holder, né rue du Président no 36 à Ixelles le 26 octobre 1881, est le fils de Jean Van Holder (1853), peintre décorateur et d'Anne Leturcq (1852), tous deux nés à Bruxelles. Frans Van Holder épouse le 6 septembre 1906 à Saint-Gilles Irma Baes (1879-1959), fille du peintre Henri Baes et sœur du peintre Firmin Baes, témoin de leur union. Le couple a deux enfants : Anne (1907) et Robert (1909).

### Formation
Frans Van Holder étudie d'abord à l'Académie des Beaux-Arts de Saint-Gilles, auprès d'Alfred Cluysenaar, avant parfaire sa formation par des voyages d'études en Espagne, en Italie et en Suisse. En 1905, il devient membre du cercle Pour l'art.

### Carrière
Il expose pour la première fois au Salon de Bruxelles de 1903 : L'Aigle au casque et Portrait de Mme Fleury-Picard. Membre du cercle Pour l'art en 1905, il participe à divers salons de ce mouvement artistique bruxellois, à l'Exposition universelle de 1910, au Salon d'Anvers de 1911 et au Salon de Gand de 1913.
À l'âge de 30 ans, il est atteint par une maladie qui amenuise ses forces. Il continue cependant à peindre dans son atelier à Uccle et à exposer, notamment au Salon de Bruxelles de 1914. En 1917, au cours de la guerre, il sollicite l'autorisation de se rendre en Suisse afin, selon les recommandations de ses médecins, de se soigner à Davos. En dépit de l'intervention de Brand Whitlock, ministre des États-Unis en Belgique, les autorités allemandes tardent à lui accorder le droit de se rendre en Suisse. Lorsqu'il peut enfin quitter le pays, sans son épouse, sa maladie a progressé. Frans Van Holder meurt, à l'âge de 37 ans, le 5 mars 1919 à Gstaad.

## Œuvre

### Caractéristiques
Son champ pictural couvre surtout les portraits. Il donne des œuvres méditées et complètes. Ses couleurs sont harmonieuses avec une conscience affirmée. Son talent évolue lorsqu'il expose Fillette vêtue de bleu, cherchant l'équilibre entre les tendances nouvelles et les traditions, entre le luminisme et la forme consistante de la matière savoureuse et de la vigueur. Il peint volontiers des portraits de ses proches parmi les choses douces et familières de l'intérieur, parmi les fleurs du jardin dans son atelier très clair au milieu d'un grand jardin.
Au Salon de printemps à Bruxelles en 1909, il envoie un portrait d'homme que Sander Pierron juge franc et spirituel de métier, solide de forme et d'une luminosité qui paraît intérieure, tant cette tête s'exprime avec une intimité pensive.

### Galerie

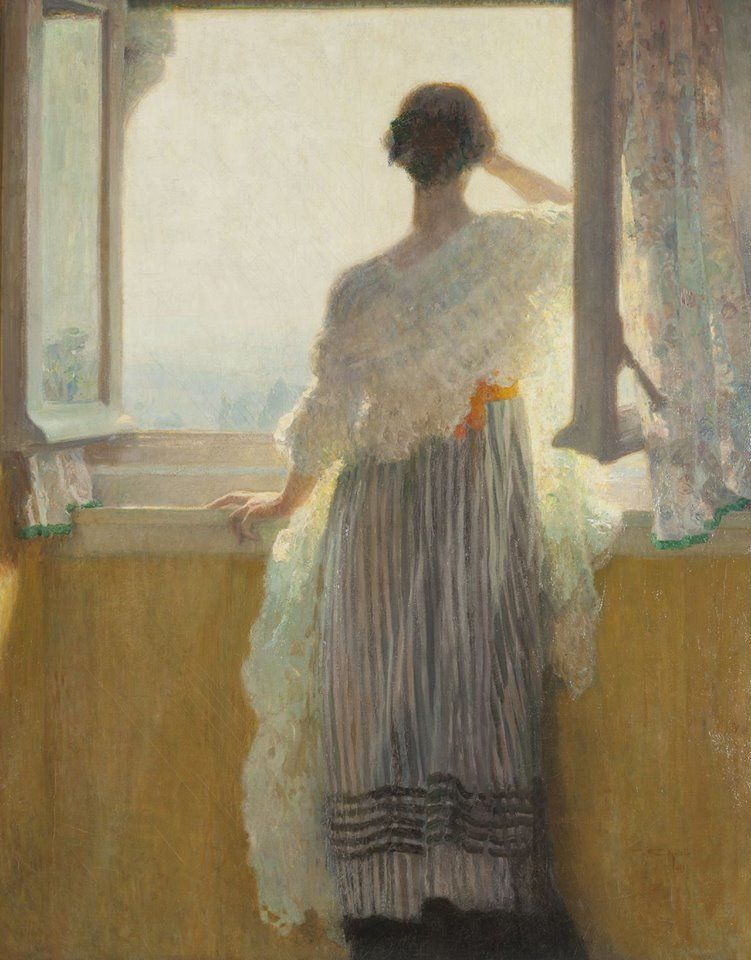
Lumière (1905).
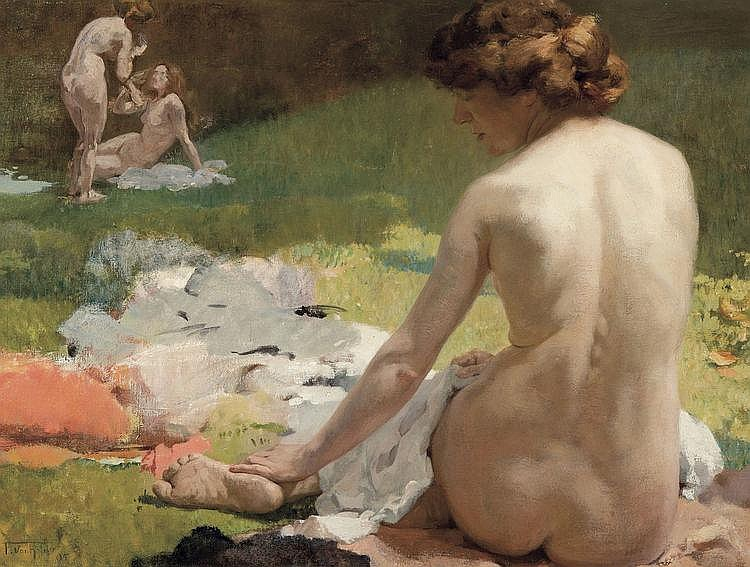
Baigneuses (1905).
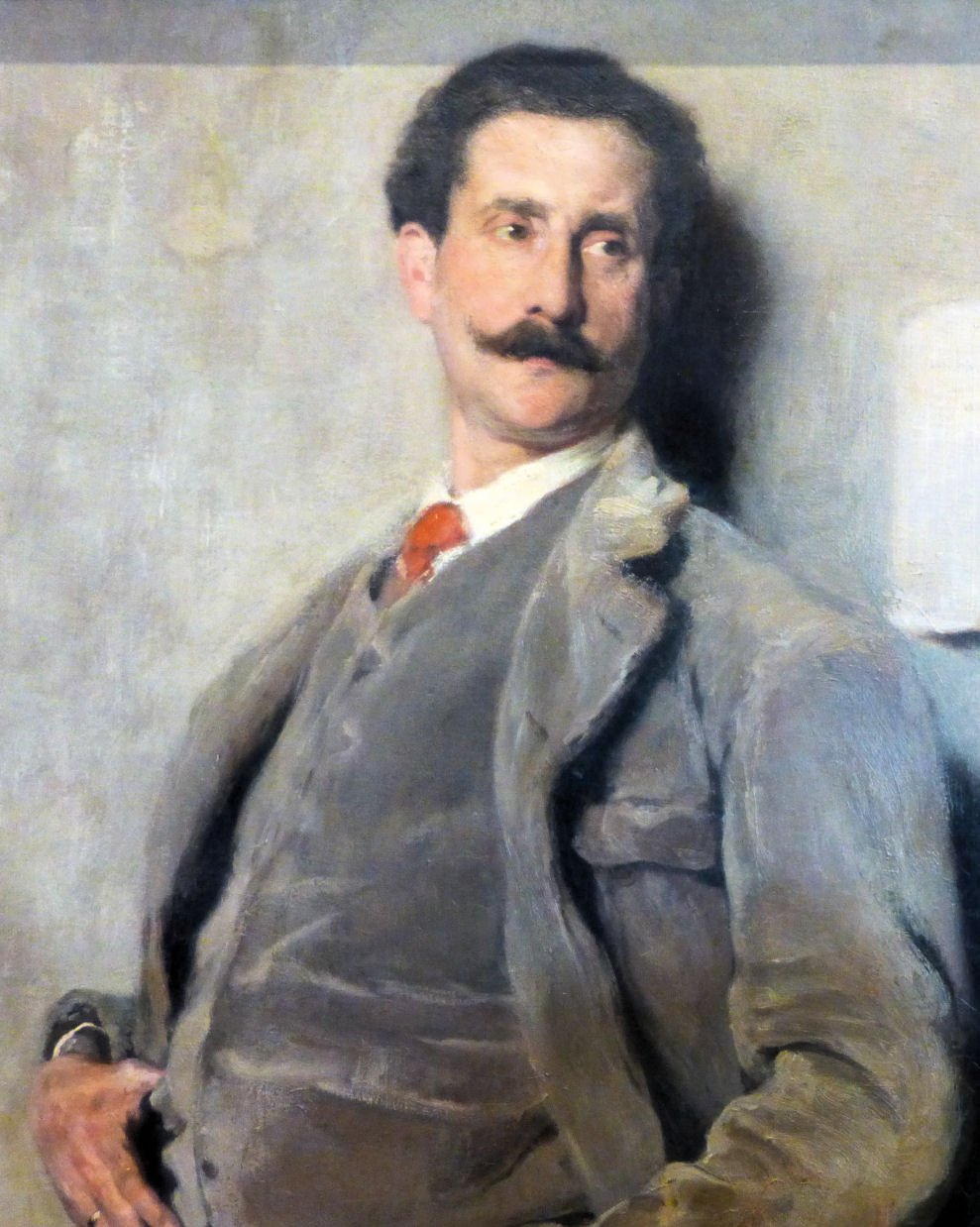
Portrait de Philippe Wolfers (1907).
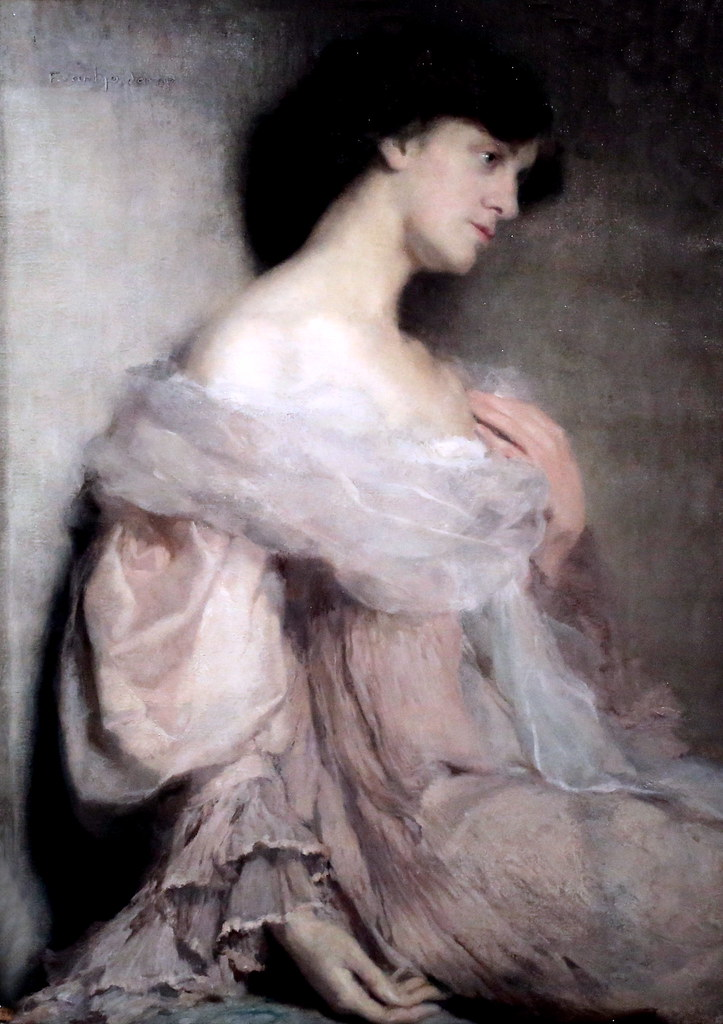
Mélancolie (1907).
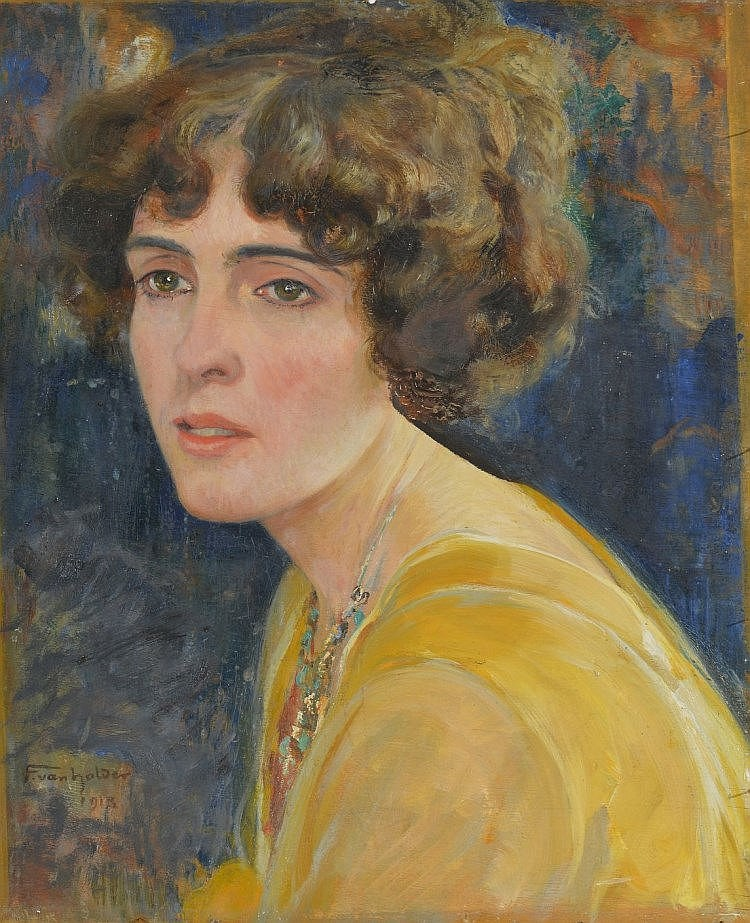
Portrait de femme (1918).

### Collection muséale
- Musées royaux des Beaux-Arts de Belgique (Bruxelles) : cinq portraits : Firmin Baes (1904), Melle De Winde (1905), Philippe Wolfers (1907), Brand Whitlock (1916), Sander Pierron et une scène familiale intitulée Un soir (1912)[7].